# 美瑛線
美瑛線（びえいせん）は、かつて北海道上川郡美瑛町を走っていた国鉄バスの自動車路線である。

## 概説
1945年（昭和20年）12月、国営自動車区間貨物取扱規程が公布執行されて、省営（運輸省、現国土交通省）美瑛自動車区の設置が告示された。後に関係のある当麻、金山、美幌自動車区も同日設置され、各地区の復興資材、民間安定物資の輸送に当たった。1948年（昭和23年）5月、トラック営業を開始し、同年11月にバス営業を開始した。翌年9月に美瑛自動車区が美瑛自動車営業所に名称を改称する。当時美瑛自動車営業所は旭川派出所、金山支所を管轄していた。
その後、順次、美瑛町内に路線網を広げていき、1951年（昭和26年）12月には白金温泉まで路線が開通した。1954年（昭和29年）7月には望岳台まで登山バスが開通し、多くの観光客、十勝岳登山客で賑わっていた。1967年（昭和42年）までは年間の乗車人員が100万人以上あったが、それ以降はモータリゼーションの影響と農林業関係情勢の変化とそれに伴う人口の激減等で輸送人員が減少していった。その間に、路線の見直し、ワンマン化、フリー乗降制、貸切事業等を行い、経営努力をしていったが、1986年（昭和61年）10月31日、翌年の国鉄分割民営化を待たずに廃止された。

## 沿革
- 1947年（昭和22年）12月27日：自動車区設置を告示
- 1948年（昭和23年）5月3日：トラック営業開始
- 1948年（昭和23年）11月3日：バス営業開始
- 1951年（昭和26年）12月8日：白金温泉まで路線バス開通。
- 1954年（昭和29年）7月：トラックによる登山バス代行。白金温泉望岳台まで運行。
- 1955年（昭和30年）6月：登山バス代行トラックをバス輸送に切り替え。
- 1963年（昭和37年）[いつ?]6月29日：十勝岳大爆発により7月25日まで美瑛本線休止
- 1964年（昭和39年）10月：白金温泉駅落成 バスターミナルに併設
- 1967年（昭和42年）10月：美瑛駅バスターミナル 旭川駅前に鉄骨旅客上屋完成
- 1969年（昭和44年）9月30日：旭川～白金温泉間について、国鉄バス単独運行について、道北バス、旭川電気軌道との間に覚書交換された。
- 1969年（昭和44年）10月15日：冬ダイヤ改正で、旭川 - 白金温泉間の運行を道北バス及び旭川電気軌道は廃止、全て国鉄バスが行う。旭川線廃止。道北バスに移管。
- 1971年（昭和46年）11月1日：二股線廃止。町営バス（後の美瑛町スクールバス）に移管。
- 1976年（昭和52年）[いつ?]3月25日：美瑛本線（旭川 - 国立大雪青年の家〈現国立青少年交流の家〉）、置杵牛（美瑛 - 新三の宮）にワンマンカー運行開始。
- 1977年（昭和53年）[いつ?]12月22日：美瑛町南町5丁目から扇町へ営業所移転。
- 1980年（昭和55年）11月17日：宇莫別線（美瑛 - 藤山）、俵真布線（美瑛 - 中俵真布）、五稜線（美瑛 - 五稜）ワンマンカー運行開始。
- 1981年（昭和56年）5月11日：当麻線全線ワンマンカー運行。
- 1981年（昭和56年）6月15日：千代田線（花園 - 千代田及び水沢5線 - 千代田）にフリー乗降制を実施。
- 1981年（昭和56年）11月10日：美瑛本線（旭川 - 美瑛）休止（のちに廃止）
- 1983年（昭和58年）6月：美瑛本線含む残り全線及び、当麻全線でフリー乗降制を実施。
- 1984年（昭和59年）5月31日：当麻支所廃止。
- 1985年（昭和60年）3月31日：千代田線、置杵牛線、宇莫別線、五稜線廃止。
- 1985年（昭和60年）4月1日：町内循環線、憩町線運行開始。
- 1986年（昭和61年）3月31日：俵真布線、町内循環線、憩町線廃止。
- 1986年（昭和61年）10月31日：美瑛本線廃止[1]。美瑛自動車営業所廃止[2]。

## 事業所
美瑛自動車営業所
所在地　美瑛町扇町（現美瑛町スクールバス車庫）
当麻支所　
旭川派出所
所在地　不明　

## 運行区間

### 美瑛自動車営業所管轄路線
美瑛本線（廃止後、当初は美瑛町スクールバス、後に道北バスに移管）
美瑛駅 - 美瑛町役場前 - 丸山公園前 - 東小学校入口 - 丸山 - 美沢 - 不動の滝 - 白金温泉 - 国立大雪青年の家（現国立青少年交流の家）
- 美瑛町役場前から丸山までの間は当時と現在の道北バスのルートが異なる。道北バス白金線は町立病院を経由する。

三の宮線（廃止後、美瑛町スクールバス）
美瑛駅 - 美瑛町役場前 - 丸山公園前 - 丸山 - 向上 - 置杵牛 - 新三の宮
（美瑛駅 -）向上 - 新区画 - 沼崎 - 明治 - 美進（- 藤山）
宇莫別線（廃止後、美瑛町スクールバス）
美瑛駅 - 下宇莫別 - 美進 - 聖台 - 中宇莫別 - 上宇莫別小中学校（当時、現廃校）- 藤山
俵真布線（廃止後、美瑛町スクールバス）
美瑛駅 - 下宇莫別 - 北美瑛 - 辺渓朗 - 横牛 - 朗根内 - 俵真布 - 中俵真布
五稜線（廃止後、美瑛町スクールバス）
美瑛駅 - 美瑛大久保 - 北瑛第1 - 北瑛小学校（現廃校）- 上夕張 - 夕張中央 - 美田第3 - 島牛 - 五稜
千代田線（廃止後、美瑛町スクールバス）
美瑛駅 - 丸山公園 - 水沢6線 - 春日 - 春日台 - 間宮 - 千代田 - 間宮 - 福美沢 - 福富 - 花園 - 美瑛小学校 - 美瑛駅
望岳台線　
白金温泉 - 望岳台
- 期間限定路線

村山スキー場線
美瑛駅 - 美瑛小学校 - 村山スキー場
- 季節運行

町内循環線
美瑛駅 - 高校前 - 旭町2丁目 - 美瑛中学校前 - 丸山公園前 - 役場前 - 美瑛駅
- 高校先回りのみで、役場先回りはなし。　

憩町線
美瑛駅 - 栄町3丁目 - 憩町入口 - 憩町　　
- 町内循環線と憩町線は憩町 - 美瑛駅 -（循環）- 美瑛駅及び美瑛駅 -（循環）- 美瑛駅 - 憩町という便もあった。　

二股線
聖和線

### 旭川派出所管轄路線
美瑛本線（当初移管なし、後に道北バスが既存の美瑛線を国立大雪青年の家〈現国立青少年交流の家〉まで延長した）
旭川駅 - 神楽支所 -（途中ノンストップ）- 美瑛駅 -（以下省略）- 国立大雪青年の家（現国立青少年交流の家）
旭川線（廃止後、当初は道北バス、後に鷹栖町営バスに移管）　　　
旭川駅 - 学芸大学前 - 鷹栖 - 知遠別神社前（- 和寒）
- 知遠別神社前から和寒の間は冬期間運休だった。